# Кралство Вюртемберг
Кралството Вюртемберг (на немски: Königreich Württemberg) e държава в югозападната част на днешна Германия между 1806 и 1918 г.

## История
Образува се като самостоятелно кралство от френския император Наполеон Бонапарт на 1 януари 1806 г. от Херцогство Вюртемберг (1495 – 1806).
Кралството има площ от 19 508 km², 2 437 574 жители (1910 г.). Столица е Щутгарт и се управлява от династията Вюртемберг.
След немската загуба в Първата световна война и Ноемврийската революция от 1918 г. крал Вилхелм II се отказва от трона. Вюртемберг става парламентарна демокрация и остава като свободна народна държава част на Германския райх във Ваймарската република.
През 1952 г. територията влиза в днешен Баден-Вюртемберг.

## Крале на Вюртемберг
- 1805 – 1816 Фридрих I
- 1816 – 1864 Вилхелм I
- 1864 – 1891 Карл I
- 1891 – 1918 Вилхелм II